# Анакреонт

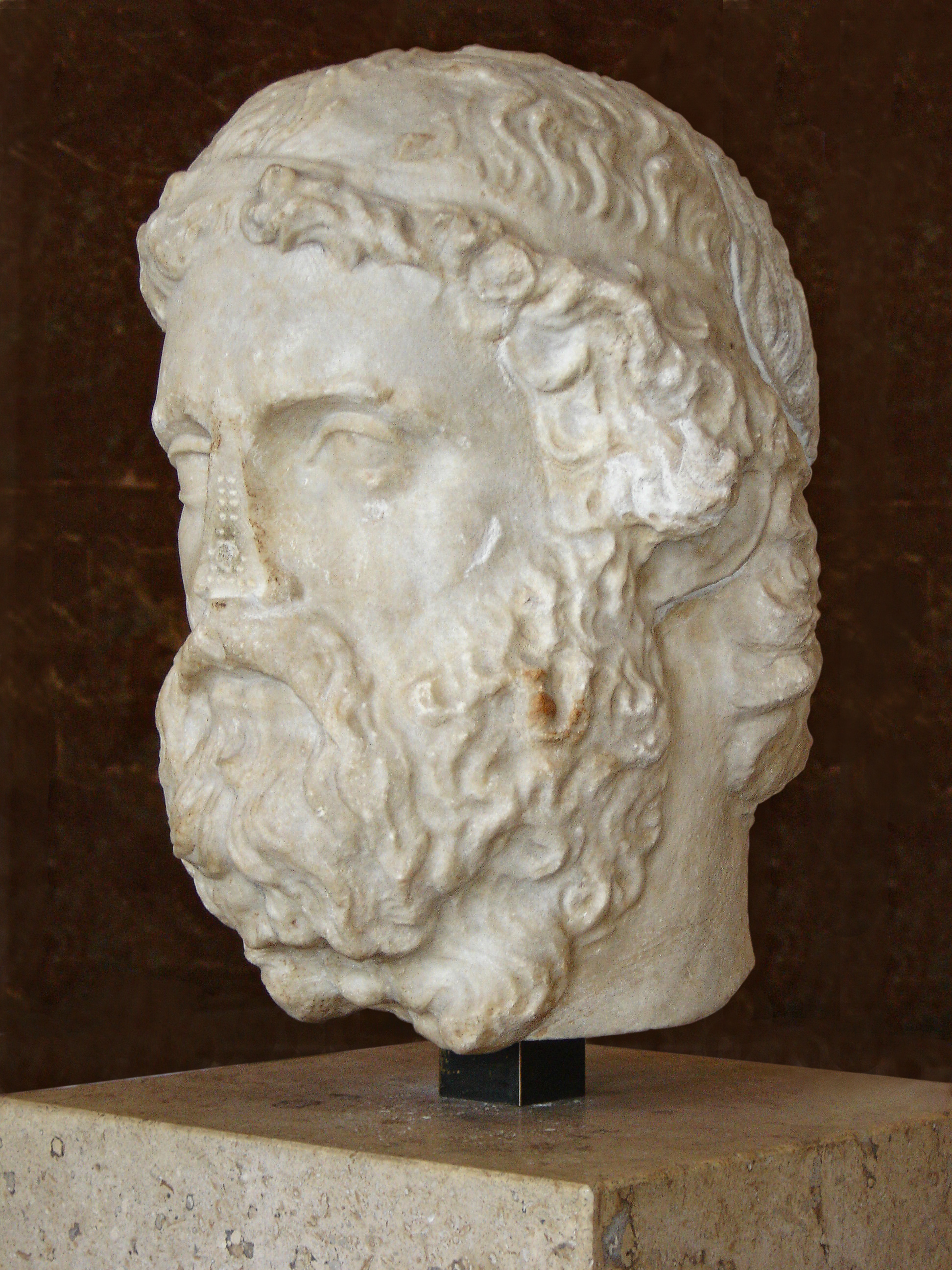
Анакреонт, мармур, Лувр

Анакреонт (грец. Ανακρέων, близько 570 до н. е. — близько 485 до н. е.) — давньогрецький ліричний поет, представник монодичної лірики.

## Біографія
Про походження і життя Анакреонта відомо небагато. Джерела згадують чотири можливі імені його батька: Скіфіан, Евмел, Парфеній, Арістокріт.Народився в Теосі, у Малій Азії. Відомо, що із наступом персів близько 545 до н. е. Анакреонт переселився разом зі співгромадянами в Абдери, які були тоді заново засновані теосцями, що рятувалися від ворога. Через деякий час Анакреонт отримав запрошення від тирана Самоса Полікрата, куди і перебрався після завоювання Теоса греками. Анакреонт усе життя був вірний епікурейським настроям, дух розкоші й веселощів розбещеного на східний манер суспільства, що панував при дворі тирана, прийшлися йому до смаку. Коли в 522 до н. е. Полікрат помер, Анакреонт переселився в Афіни, до двору тирана Гіппарха, сина Пісістрата. Особлива дружба зв'язувала його з Гіппієм, що був аматором літератури і мистецтва. Час і місце смерті Анакреонта точно невідомі. Можливо, після смерті Гіппарха та вигнання Пісістратидів він повернувся на Теос, де жителі поставили йому символічний надгробок і статую. Однак незвичайні почесті, якими оточили Анакреонта афіняни, які також установили на Акрополі його статую роботи Фідія, дають підстави припускати, що Анакреонт, подібно Сімоніду, міг прожити в Афінах до початку V ст. до н. е.
Вірші Анакреонта, написані на іонійському діалекті грецької мови, призначалися для сольного співу чи декламації у супроводі музичного інструменту (ймовірно, ліри, звідси говорять про «ліриці» Анакреонта).
У своїй творчості Анакреонт — спадкоємець Алкея і Сафо, ліричних поетів, що родом з Лесбосу, проте тон його світський, дотепний, часто глузливо-іронічний. Не був Анакреонт і розгульним п'яницею або дряхлим тяганиною, яким його нерідко представляє традиція. Цю репутацію йому створили безліч імітаторів, що жили в епоху еллінізму і за часів Візантійської імперії, в чиїх Анакреонтичних творах надмірно підкреслюється любовний або застільний момент і на зміну витонченої свіжості оригіналу приходить нудотна, хоча часом чарівна, фривольність.
В Афінах Анакреонт був надзвичайно популярним, наприклад, на Акрополі Анакреонта була встановлена статуя, поруч зі статуєю його друга Ксантиппа. На кількох Теосского монетах Анакреонт представлений з лірою в руках, іноді сидячи, іноді стоячи. У 1835 р. в районі сабінських гір в Італії була знайдена статуя, що зберігається сьогодні в Галереї Боргезе, вважається, що ця статуя зображує Анакреонта
У 545 до н.е, перед завоюванням Теоса персами, разом з групою співгромадян Анакреонт встиг втекти до Фракії, де теосці відновили колонію Абдери (грецькі міста Малої Азії незабаром після цього були захоплені знаменитим Гарпаг, одним з воєначальників Кіра Великого). Перед вигнанням Анакреонта, очевидно, довелось взяти участь у бойових діях, в яких, за його власним визнанням, він не відзначився.
Через деякий час Анакреонт отримав запрошення від тирана Самоса Полікрата, при дворі якого перебував до 522 до н. е.. Анакреонт згадує, що був у тирана наставником, про те, що він мав довіру Полікрата, згадує Геродот. [1] У відповідь на розташування і протекцію, Анакреонт присвятив своєму патрону серію хвалебних од.
Після загибелі Полікрата Анакреонт переїхав в Афіни, до двору тирана Гіппарха, сина Пісістрата. Гіппарх, який успадкував літературні смаки свого батька, направив за Анакреонтом спеціальне посольство на пятідесятівесельной галері. В Афінах Анакреонт познайомився з Симонідом та іншими членами блискучого поетичного оточення, що зібрався при дворі Гіппарха.
Час і місце смерті Анакреонта невідомі. Коли після вбивства Гіппарха суспільство літераторів розпалося, Анакреонт, ймовірно, повернувся в своє рідне Теос, де, за свідченням епітафії, приписується Сімоніду, помер і був похований. За іншими свідченнями, перш ніж повернутися в Теос, Анакреонт супроводжував Симоніда у Фессалію, до двору Ехекратіда, царя фессалійський династії Елеадів.
Лукіан Анакреонта згадує в числі прославлених довгожителів; за його відомостями, Анакреонт помер у віці 85 років. З історії, яку наводить Пліній Старший, Анакреонт помер, поперхнувшись виноградною кісточкою (історія представляється анекдотичною і навряд чи заслуговує серйозного розгляду).

## Творчість
В Афінах Анакреонт був надзвичайно популярним, наприклад, на Акрополі Анакреонта була встановлена статуя, поруч зі статуєю його друга Ксантиппа. На кількох Теосських монетах Анакреонт представлений з лірою в руках, іноді сидячи, іноді стоячи. У 1835 р. в районі сабінських гір в Італії була знайдена статуя, що зберігається сьогодні в Галереї Боргезе, вважається, що ця статуя зображує Анакреонта.
Вірші Анакреонта, написані на іонійському діалекті грецької мови, призначалися для сольного співу чи декламації у супроводі музичного інструменту (ймовірно, ліри, звідси говорять про «ліриці» Анакреонта).
Афіней і Суду згадують про п'ять книгах текстів Анакреонта, підготовлених в Олександрійській школі; три книги ліричних творів, одна — ямбічних і одна — елегійних. До наших днів дійшли незначні фрагменти, зібрані з цитат пізніших авторів.
У число ліричних творів, крім гімнів і Парфеній (хорових пісень, які виконувалися дівчатами), входять також любовні пісні і вірші-скарги на швидкоплинність молодості і швидкий прихід старості. Инвективной інтонації зустрічаються в ямбічних творах; найвідоміші тут — звернення до «фракійському лошаті», норовистість якої потребує приборкання; злісний випад проти багатого вискочки по імені Артемон.
Анакреонт — спадкоємець Алкея та Сапфо, а проте тон його текстів більш світський і насмішкуватий. Концепція Анакреонта характеризується простотою у сприйнятті світу, іронією по відношенню до самого себе; глибоке почуття і пристрасть у Анакреонта відсутні. Основні мотиви — розмірене, свідомо культивується насолоду радостями життя: любов'ю, вином, бенкетами, свободою думки, емоційний фон — передчуття смерті і тягот старості. Порівняйте сприйняття кохання у поезіях Сапфо i, наприклад, цьому вірші Анакреонта, де ужито відому блискучу алегорію — паралелізм: непокірлива примхлива жінка чи дівчина порівнюється з необ'їждженою кобилицею, що вільно скаче і пасеться на луках, а досвідчений у коханні ліричний герой — із умілим вершником, здатним «приборкувати непокірних» («об'їжджати кобилиць»): «Кобилице фракіянко, чом од мене ты втікаєш, / Косо дивлячись на мене, ніби справді неук я ? / Почекай, тобі вудила я накину и скерую , / Взявши повід, біг твій бистрий на призначену мету. / Нині ти лише по луках вільно скачеш и пасешся, / Досі, мабуть, не траплявся вершник сміливий тобі» (переклад Г.Кочура).
У деяких своїх рядках Анакреонт неначе навмисне пародіює Сапфо. Там, де в поетеси наявна пристрасна та щира молитва-благання до богині кохання Афродіти («… Я молю тебе, не смути мені ти / Серця, богине…»), в Анакреонта знаходимо напівжартівливе вишукано-стилізоване звертання до бога виноградарства і виноробства Діоніса.
Тож, хоча, здавалося б, він пише про те саме почуття кохання, яке описане і у поезіях Сапфо, вірші цих двох представників монодичної меліки є принципово різними. Адже якщо для поетеси з Лесбосу кохання — це всеохопна пристрасть, яка хвилює її до глибини душі, то для Анакреонта стосунки між чоловіком і жінкою сприймаються як одна з розваг, життєвих насолод, що не варта серйозних і глибоких почуттів і переживань:
    Золотоволосий Ерот мене

    Знову поцілив пурпурним м’ячем -

    Дівчину в барвних сандалях тепер

    Каже мені забавляти.

    Лиш залишалося кляте дівча, -

    З Лесбосу славного родом воно, -

    Та й осміявсши мою сивину,

    Іншому звабно моргає.

   

    Переклад А.Содомори
Жодного натяку на докучливі ревнощі або любовні муки у віршах Анакреонта не знайдеш. Його не лише не ображає, а десь навіть потішає, що «кляте дівча» (яке йому, сивочолому, годиться не знати в які нащадки) осміяло його сивину та «іншому звабно моргає». До того ж у творі є промовисте слово — «знову» («Ерот мене знову поцілив…»), отже для сивого «пустуна» цей випадок із лесбійською юнкою не є чимось винятковим або випадковим. До слова, випадково чи ні це «кляте дівча» з вірша Анакреонта, як і Сапфо, було саме з Лесбосу — цікаве питання для окремої наукової розвідки.
В епоху політичних і соціальних переворотів, коли на очах Анакреонта так часто падали одні й піднімалися інші, поет «цінував легкі, швидкоплинні радості, прагнув до цього, зневажав мінливості майбутнього і забував про безповоротний минулому». Культ цього у Анакреонта, тим не менш, пройнятий духом поміркованості, оргіастічность йому чужа; вино «розбавлене водою, щоб пісня за чашею залишалася стрункою». Афіней зауважує, що Анакреонт «був тверезим, коли писав»; сам Анакреонт (а пізніше — наслідує йому Горацій) рішуче відкидає «скіфство» з його буйством; поет оспівує «любов до согласному гімну за повною чашею». Анакреонт зовсім не є прихильником розгульних оргій, вакханалій (від «Вакх» — одного з імен Діоніса). Він полюбляє чіткий лад і порядок навіть у хмільному застіллі. Тож недаремно характерним початком, «заспівом» поезій Анакреонта є звернення до прислуги (хлопця, юнака) з наказом принести вина і води для бенкету. А розваги з жінками він називає поетично — боротьбою з богом кохання Еротом:
   Принеси води,юначе,i вина подай швиденько

   I вінки духмяні з квітів, щоб з Еротом поборотись.

   Ну же,пиймо не як скіфи, що без пісні сидять тихо.

   Не люблю я нудьгувати: на бенкеті з вином разом

   Давай пісню,серцю милу.

   Про Ерота, що пов'язки із пахучих носить квітів,

   Пісню буду співати: він володар над богами

   Й людей також підкоряє.

   Переклад В.Маслюка
Стан закоханого він порівнював з відчуттями «ужаленого бджолою Ерота». А в стані вжаленого бджолою грайливості мало — це елементарно боляче. Отже, кохання — це не просто забавка, а й болючі, серйозні відчуття. В іншому вірші він порівнює «удар кохання» по своєму серцю із загартуванням металу («Неначе коваль молотом, знову Ерот мене вдарив, / I враз укинув мене до крижаної купелі…»). Анакреонт також розмірковував над сенсом людського буття, описував скарги на долю молодої жінки, яка очікує смерті як порятунку, психологічно точно відтворював почуття старої людини, яка боїться смерті:
   Сивина вкриває скроні, голова моя сріблиться,

   Молоді літа відрадні проминули; зуби слабнуть.

   Відліта життя солодке - небагато вже лишилось.

   Зупинить ридань не можу, бо мене лякає Тартар,

   Бо страшить Аїда темне підземелля; важко в нього

   Увійти; коли ж увійдем - повороту нам не буде.

   Переклад Г.Кочура

Анакреонт був відомий також як автор гімнів. Найвідоміші і вважаються найкращими два коротких гімни Артеміді і Діонісу (збереглося вісім та одинадцять рядків відповідно).

## Анакреонтика
Стиль написання віршів Анакреонта захоплював його послідовників. Згодом утворився новий різновид лірики — анакреотична поезія, де панує життєрадісне, світле світосприйняття, перейняте мотивами земного щастя, гедонізму та кохання.
Ось характерний вірш із Анакреонтики (з промовистою назвою «Анакреонт і жінки»), де легко простежується відлуння творчості поета:
     Жінки мені говорять:

     «Ти дід,Анакреонте,

     Лише поглянь у люстро.-

     Волосся вже немає,

     Все тім'я в тебе голе».

     Чи в мене є волосся,

     Чи все повипадало -

     Не знаю, тільки знаю,-

     Одне старому лічить -

     Тим більше розважатись,

     Чим ближчий він до Мойри.

    

                                       

(Переклад А. Білецького)
До наших часів дійшли лише окремі уривки творів Анакреонта, зате від пізньої античності (очевидно, від доби елінізму) збереглася ціла збірка наслідувань його творів, т. зв. «анакреонтичні вірші». Вона вміщувала лише 59 творів і була додана до т. зв. «Палатинської антології», збірки творів античних поетів, укладеної в X ст. візантійцем Констянтином Кефалою, яку, в свою чергу, в XVI ст. було вкотре доповнено.
Саме ця доповнена збірка та деякі вірші Горація і стали тими зразками, що їх наслідували поети Відродження й Просвітництва, а також анакреонтики Західної Європи й Росії у XVIII—XIX століттях: Вольтер і Парні — у Франції, Глейм — у Німеччині, Державін, Батюшков, юний Пушкін — у Росії (до слова, в жартівливому вірші «Моё завещание друзьям» (1815) Пушкін прямо назвав своїм учителем саме Анакреонта).

## Спадок
Пісні Анакреонта у класичний період часто співали на бенкетах. 
Анакреонт не був «п'яницею і тяганиною», яким його нерідко представляє традиція; таку репутацію поетові створили безліч наслідувань пізніших епох, зокрема деякі епіграми (в яких напр. Йому приписується «потрійне поклоніння» музі, провину і любові) і збірник, відомий під назвою «Anacreontea». Наслідування Анакреонта породило т. н. анакреонтической поезію пізньої античності, Відродження і Просвітництва.
«Anacreontea» зберігся в рукописі X ст. і був опублікований в 1554 р. з латинського перекладу Анрі Етьєн (про походження самого рукопису нічого не відомо). Збірник містить іноді дуже витончені, у стилі і дусі Анакреонта вірші, проте надмірно підкреслюють любовний або застільний момент. Тонку свіжість оригіналу часто змінює нудотно (хоча іноді признанно чарівна) фривольність, не властива самому Анакреонта. Збірник був написаний в олександрійську (і частиною пізнішу) епоху, коли цей жанр був у моді серед багатих класів великих торгових міст. Ця збірка згодом і створив славу Анакреонта і викликав неодноразові наслідування в пізнішій літературі.
Велика популярність поета в Європі XVII—XVIII вв. сходить саме до псевдоанакреонтіческой поезії. Захоплення філософією Епікура, поширене в Європі цього часу, сприяло розвитку сучасної анакреонтической поезії. У російській літературі виділяються твори, які в рамках цієї традиції створював Г. Р. Державін, М. В. Ломоносов, К. Н. Батюшков, А. С. Пушкін; у Франції — Е. Хлопці, А. Шеньє, Вольтер, П . Беранже, Шолье; в Італії — Луї-Віктор Савіола, у Німеччині — Глейм, Гагедорн, Лессінг, в Англії — М. Прайер, Е. Уоллер, Дж. Гей.
Творів Анакреонта залишилося дуже мало, і ті лише в нечисленних уривках. У XVI ст. французький дослідник Етьєн видав збірку віршів поета та пізніших наслідувань його. Наслідування сприйняли як справжні твори Анакреонта, і вся анакреотична лірика розвивалася під впливом цієї збірки.